# Панагюриште (община)
Панагюриште (болг. Община Панагюрище) — община в Болгарии. Входит в состав Пазарджикской области. Население составляет 29 992 человека (на 21.07.05 г.).
Кмет (мэр) общины Панагюриште — Георги Илиев Гергинеков (коалиция в составе 2 партий: Болгарская социалистическая партия (БСП), Объединённый блок труда (ОБТ)) по результатам выборов 2007 года в правление общины.

## Состав общины
В состав общины входят следующие населённые пункты:
1. Баня
2. Быта
3. Елшица
4. Левски
5. Обориште
6. Панагюриште
7. Панагюрски-Колонии
8. Поибрене
9. Попинци
10. Сребриново

## Археология
Глиняная табличка из города Быта, покрытая гравировкой, которая, по мнению археологов, является протописьменностью, датируется возрастом около 5000 лет до нашей эры.